# Збаразьке князівство
Збаразьке князівство — удільне васальне князівство 15-16 ст. у Великому князівстві Литовському (від 1569 — Речі Посполитій). Включало землі Південно-Західної Волині та Північного Поділля з центром у місті Збараж (нині районний центр у Тернопільській області, Україна).

## Історія
Виникло на вотчинних землях князів Несвицьких, які володіли ними від давніх часів. 1434 Федір Несвізький визнав васалітет польського короля, застерігши для себе і нащадків спадкову непорушність свого князівства (Збараж, Вінниця, Хмільник). 1463 його син Семен іменувався вже князем Збаразьким.
Збаразьке князівство мало статус княжої волості. Державна адміністрація не втручалася у його внутрішні справи; князі Збаразькі беззастережно, але на основі загальнодержавних правових актів здійснювали управління, збирали податки та чинили суд. Вони зобов'язані були надавати військову допомогу своєму патронові й не мали самостійних зовнішніх зносин.
У другій половині 16 століття Збаразьке князівство фактично втратило автономний устрій, його володарі стали звичайними королівськими васалами — великими землевласниками. Формально ж князі Збаразькі, а після припинення роду 1621 їх наступники Вишневецькі, зберігали титул правителів Збаразького князівства.